# UGC 40
UGC 40 es una galaxia espiral barrada localizada en la constelación de Pegaso.